# Sabulodes prolauta
Sabulodes prolauta är en fjärilsart som beskrevs av Frederick H. Rindge 1978. Sabulodes prolauta ingår i släktet Sabulodes och familjen mätare. Inga underarter finns listade.